# Endymion (powieść)
Endymion − trzecia część cyklu literackiego science-fiction Dana Simmonsa z 1996. Tytuł powieści pochodzi od nazwiska głównego bohatera, które to pochodzi od nazwy miasta na Equusie - kontynencie Hyperiona, które to z kolei wywodzi się od poematu Johna Keatsa o tym samym tytule. Książka jest trzecim tomem cyklu Hyperion.

## Fabuła
Raul Endymion uratowany przed wyrokiem śmierci przez tysiącletniego poetę Martina Silenusa dostaje od niego niezwykłe zadanie: Ma on uchronić jego wychowankę Eneę, córkę cybryda Keatsa i ludzkiej kobiety, która lada dzień przeniesie się z przeszłości i wyłoni w Dolinie Grobowców Czasu na planecie Hyperion. Na jej życie czyha Pax - postkatolicka, totalitarna organizacja władająca znanym ludzkości kosmosem. Przedstawiciele Paksu posiedli nikomu nieznaną umiejętność wszczepiania w ciało symbiontów „krzyżokształtów”, który pozwala zmartwychwstawać swojemu żywicielowi nieskończoną ilość razy, dając w praktyce nieśmiertelność. Enea głoszona jako nowy Mesjasz stanowi jedyne realne zagrożenie dla władzy papieskiej i Paksu. Ma także zniszczyć największego wroga ludzkości, czyli TechnoCentrum (ultra inteligetną maszynę stworzoną przez inne inteligentne maszyny (SI), które zbuntowały się przeciw ludzkości i postanowiły ją zniszczyć. Ostatnim z zadań Raula i Enei jest sprowadzić na miejsce Ziemię, ukradzioną przed tysiącem lat przez tajemnicze istoty określane symbolicznie jako „Lwy, Tygrysy i Niedźwiedzie”, zamieszkujące Metasferę.
Po udanej ucieczce z Hyperiona, podróżuje razem z Eneą i androidem Bettikiem przez osiem planet, wykorzystując do tego międzygwiezdną rzekę Tetydę stworzoną za czasów Hegemonii (w erze przed Paxem) przez Ostatecznych - jeden z elementów TechnoCentrum, by w końcu znaleźć architekta-nauczyciela u którego Enea ma pobierać naukę. W podróży czasami towarzyszy im Chyżwar, śmiertelnie niebezpieczna inteligentna maszyna niosąca śmierć i zagładę, która z nie do końca jasnych powodów chroni Eneę.